# Upravljanje okolišem
Upravljanje okolišem nije, kao što bi fraza možda sugerirala, upravljanje okolišem kao takvim, već upravljanje interakcijom modernih ljudskih društava i okoliša, te njihovim učinkom na okoliš. Tri glavna pitanja kojima se upravitelji bave uključuju politiku (umrežavanje), programe (projekte) i resurse (tj. novac, objekte itd.). Potreba za upravljanje okolišem može se sagledati iz različitih perspektiva. Česta filozofija i pokretna sila u upravljanju okolišem je koncept kapaciteta nosivosti. Jednostavno rečeno, kapacitet nosivosti odnosi se na najveći broj organizama koji pojedinačni resurs može izdržati. Koncept kapaciteta nosivosti, kojeg su poimale mnoge kulture kroz povijest, ima korijene u Malthusovoj teoriji. Upravljanje okolišem stoga nije samo očuvanje okoliša zbog njega samoga, već očuvanje okoliša za dobro čovječanstva. Ovaj se element održive eksploatacije, kojim se najviše stvari uzima iz prirode, može vidjeti u Okvirnoj direktivi o vodama EU-a.
Upravljanje okolišem obuhvaća upravljanje svim komponentama biofizičkog okoliša, živog (biotičkog) i neživog (abiotičkog). To nastaje zbog međusobnih veza i mreže odnosa među svim živim vrstama i njihovim staništima. Okoliš također obuhvaća odnose ljudskog okoliša poput veza socijalnog, kulturnog i ekonomskog okoliša s biofizičkim okolišem.
Kao i za sve upravljačke funkcije i efektivne upravljačke alate potrebni su standardi i sustavi. Standard, sustav ili protokol upravljanja okolišem pokušava reducirati utjecaj na okoliš mjeren nekim objektivnim kriterijima. Standard ISO 14001 je najšire korišteni standard za upravljanje rizikom u okolišu i vrlo je srodan European Eco Management & Audit Scheme (EMAS). Kao uobičajen revizijski standard, ISO 19011 objašnjava kako kombinirati to s upravljanjem kvalitetom. UK je razvilo fazni standard (BS8555) koji može pomoći manjim tvrtkama u stjecanju ISO 14001 u šest praktičnih koraka.
Ostali sustavi za upravljanje okolišem teže se temeljiti na ovom standardu i njegovom proširenju na sljedeće načine:
- The Natural Step fokusira se na temeljne kriterije održivosti i pomaže fokusirati tehniku na smanjenu uporabu materijala ili energije koja nije dugoročno održiva
- Prirodni kapitalizam predlaže uporabu računovodstvene reforme i pristupe opće biomimikrije i industrijske ekologije kako bi se postigao isti rezultat
- Agencija za zaštitu okoliša SAD-a ima mnoge dodatne uvjete i standarde koje definira kao odgovarajuće u dugoročnom sustavu upravljanja okolišem.
- UN i Svjetska banka potiču usvajanje mjerenja "prirodnog kapitala" i upravljanje okvirnim planom.
- Europska shema za ekoupravljanje (EMAS)

Postoje ostale strategije koje počivaju na stvaranju jednostavnih razlika umjesto cjelovite izgradnje "sustava" upravljanja koristeći izvedbenu provjeru i izračun ukupnih troškova. Primjerice, ekološki inteligentni dizajn dijeli proizvode na potrošne, uslužne ili trajne i nepovoljne – toksične proizvode koje nitko ne bi trebao kupovati ili u mnogim slučajevima ne shvaća da ih kupuje. Uklanjanjem nepovoljnih proizvoda iz ukupnog ishoda svake kupnje postiže se bolje upravljanje okolišem bez "sustava".

## Časopisi o upravljanju okolišem
- Clean Technologies and Environmental Policy, ISSN 1618-954X
- Corporate Social Responsibility and Environmental Management, ISSN: 1535-3966 (elektronski} 1535-3958 (materijalni), John Wiley & Sons
- Environmental Practice, ISSN: 1466-0474 (elektronski) 1466-0466 (materijalni), Cambridge University Press
- Environmental Quality Management, ISSN: 1520-6483 (elektronski) 1088-1913 (materijalni), John Wiley & Sons
- Journal of Environmental Economics and Management
- Journal of Environmental Planning and Management, ISSN: 1360-0559 (elektronski) 0964-0568 (materijalni), Routledge
- Journal of Environmental Management, ISSN: 0301-4797, Elsevier
- Environmental Values

## Više informacija
- Akterna analiza
- Čišća proizvodnja
- Odbor za okoliš, javno zdravstvo i sigurnost hrane
- Odjel za upravljanje okolišem
- Procjena utjecaja na okoliš
- ISO 14000
- ISO 19011

## Vanjske poveznice
- Ekonomski troškovi i koristi upravljanja okolišem  Arhivirana inačica izvorne stranice od 25. ožujka 2010. (Wayback Machine) NOAA Economics
- business.gov - pruža poslove sa savjetima za upravljanje okolišem kao i savjete za zelene gospodarstvenike  Arhivirana inačica izvorne stranice od 25. siječnja 2009. (Wayback Machine) (SAD)